# 拉脱维亚铁路运输

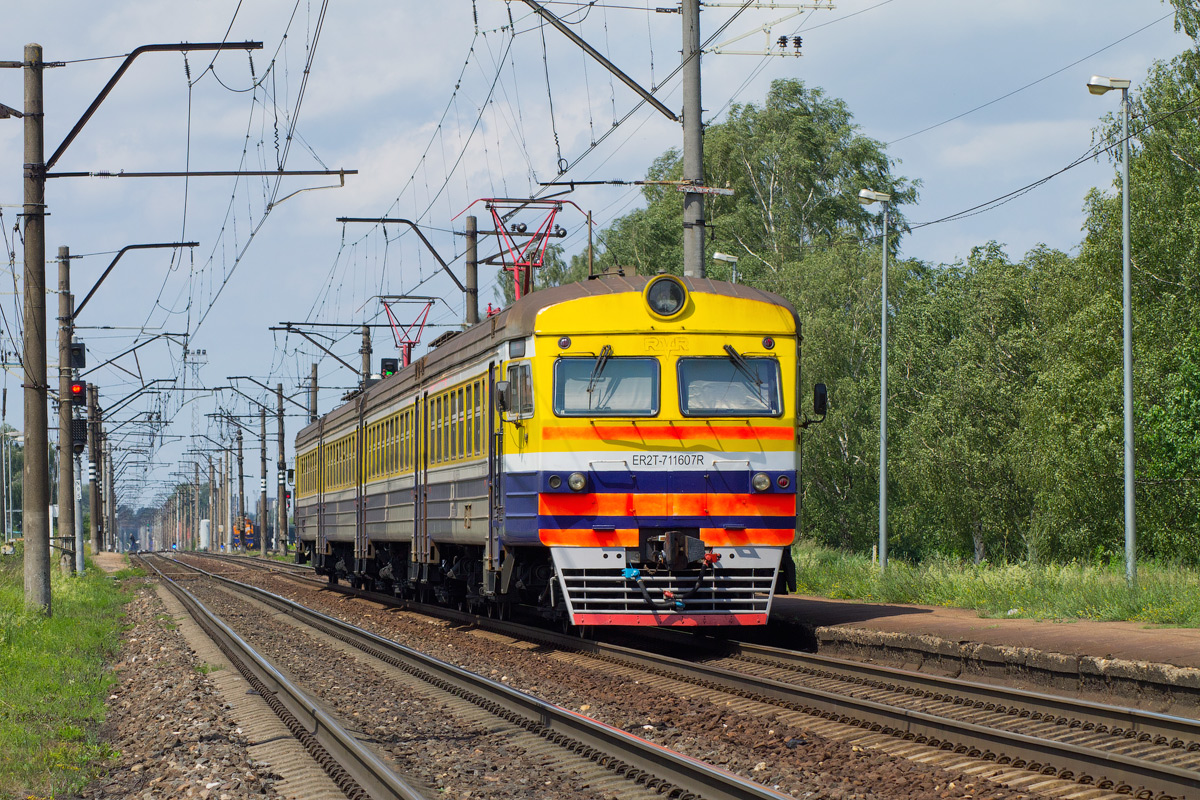
拉脱维亚客运铁路运行的RVR ER2Т-7116列车，行驶在什罗基塔瓦和萨拉斯皮尔斯之间的途中，图片摄于2016 年

拉脱维亚的铁路运输业于沙俄政权的晚期定型。目前为止拉脱维亚主要的铁路公司是拉脱维亚铁路，其子公司拉脱维亚铁道客运公司是提供客运服务的主要运营商。
和沙俄及前苏联的加盟国一样，拉脱维亚也采用1,520毫米（4英尺11+27⁄32英寸）的轨距。而在历史上拉脱维亚有很多不同的轨距，其中最著名的是1,435毫米（4英尺8+1⁄2英寸）的标准轨距和750毫米（2英尺5+1⁄2英寸）的窄轨。但是在苏联佔領波羅的海國家后，拉脱维亚的所有铁路规格均被俄罗斯规格所取代。2030年提出的波罗的海铁路项目旨在将拉脱维亚和其他波罗的海国家连接到欧洲标准轨距。从包斯卡到薩拉茨格里瓦之间的路段规划了10个区域车站。
尽管在事实上，客运公司一直是客运列车服务业的垄断者。但是直到2022年2月，拉脱维亚交通部道路运输管理局才公布了对潜在私营铁路客运服务提供商的首次市场调查。